# Гута (Ровненская область)
Гу́та (укр. Гута) — село в Костопольской городской общине Ровненского района Ровненской области Украины.
До 2020 года входило в Костопольский район.
Население по переписи 2023 года составляло 684 человека. Почтовый индекс — 35010. Телефонный код — 8-03657. Код КОАТУУ — 5623481201.